# Facebook Watch
Facebook Watch是Facebook的影片平台。2017年8月首度推出，起初僅限於美國的Facebook用戶；至2018年8月開放至全球用戶。
根據2019年6月的統計，Facebook Watch的每月觀看人數達7.2億人，每日觀看人數達1.4億人，平均每人每日觀看26分鐘。

## 外部連結
- 官方网站